# Número imaginario
En matemáticas, un número imaginario es un número imaginario puro (número complejo con parte real igual a cero). Por ejemplo, {\displaystyle 3i\ }es un número imaginario, así como {\displaystyle i\ } o {\displaystyle -i\ } son también números imaginarios. En general un número imaginario es de la forma {\displaystyle (0,bi)}, donde {\displaystyle b} es un número real.
Originalmente esta denominación fue acuñada en el siglo XVII por René Descartes como término despectivo, y, considerado ficticio o inútil, el concepto ganó amplia aceptación tras los trabajos de Leonhard Euler (en el siglo XVIII) y Augustin-Louis Cauchy y Carl Friedrich Gauss (a principios del siglo XIX).
Un número imaginario {\displaystyle bi} puede sumarse a un número real a para formar un número complejo de la forma {\displaystyle a+bi}, donde {\displaystyle a} sería la parte real del número complejo, y {\displaystyle bi} la parte imaginaria del número complejo.

## Definición
Los números imaginarios pueden expresarse como el producto de un número real por la unidad imaginaria {\displaystyle i}, en donde {\displaystyle i} es un número tal que al elevarse al cuadrado da como resultado -1, es decir:
{\displaystyle i^{2}=-1}

## Aparición y usos

### Historia y origen
Aunque el matemático e ingeniero griego Herón de Alejandría es señalado como el primero en presentar un cálculo que implicaba la raíz cuadrada de un número negativo, fue Raffaelle Bombelli, un matemático e ingeniero italiano del siglo XVI quien estableció por primera vez las reglas para la multiplicación de números complejos en 1572. El concepto había aparecido impreso con anterioridad, por ejemplo en la obra de Gerolamo Cardano. En aquella época, los números imaginarios y negativos no se comprendían bien y algunos los consideraban ficticios o inútiles, como en su día lo fue el cero.
Muchos otros matemáticos tardaron en adoptar el uso de los números imaginarios, entre ellos René Descartes, que escribió sobre ellos en su tratado La Géométrie, en el que acuñó el término imaginario con intención despectiva. El uso de los números imaginarios no fue ampliamente aceptado sino hasta los trabajos de Leonhard Euler (1707–1783) y Carl Friedrich Gauss (1777–1855). El significado geométrico de los números complejos como puntos en un plano fue descrito por primera vez por Caspar Wessel (1745–1818).
Fue en el año 1777 cuando Leonhard Euler le dio a {\displaystyle {\sqrt {-1}}} el nombre de i, por imaginario, de manera despectiva, dando a entender que no tenía una existencia real. Gottfried Leibniz, en el siglo XVII, se refirió a {\displaystyle {\sqrt {-1}}} como "ese anfibio entre el ser y el no ser".
En ingeniería eléctrica y campos relacionados, la unidad imaginaria a menudo se indica con j para evitar la confusión con la intensidad de una corriente eléctrica, tradicionalmente denotada por i.

### Cronología
| Año  | Acontecimiento                                                                                             |
| ---- | --- |
| 1572 | Rafael Bombelli realiza cálculos utilizando números imaginarios.                                           |
| 1777 | Leonhard Euler utiliza el símbolo “i” para representar la raíz cuadrada de -1.                             |
| 1811 | Jean-Robert Argand crea la representación gráfica del Plano complejo también conocida como plano de Argand |

## Otras representaciones
1. Como par ordenado de números reales, se denota z = (0, y)
2. Trigonométricamente, {\displaystyle z=r(\cos({\frac {\pi }{2}})+i\sin({\frac {\pi }{2}}))}, donde r es un número real cualquiera. Se puede demostrar que la expresión anterior se puede reescribir de la forma {\displaystyle z=re^{\frac {i\pi }{2}}} (léase Representación Polar).
3. En ocasiones {\displaystyle i} ya tiene otro significado. Por ejemplo, en ingeniería eléctrica "i" se usa para representar corriente eléctrica. Por ello, para evitar confusiones, en algunas áreas la unidad imaginaria se representa con {\displaystyle j}, en vez de {\displaystyle i}.

## Interpretación geométrica

El producto por efectúa rotaciones de 90 grados

Geométricamente, los números imaginarios se representan en el eje vertical del plano complejo y por tanto perpendicular al eje real que es horizontal; el único elemento que comparten es el cero, ya que {\displaystyle 0=0i}. Este eje vertical es llamado el "eje imaginario" y es denotado como {\displaystyle i\mathbb {R} }, {\displaystyle \mathbb {I} }, o simplemente {\displaystyle \Im }. En esta representación se tiene que:
- una multiplicación por –1 corresponde a una rotación de 180 grados sobre el origen.

- Una multiplicación por {\displaystyle i} corresponde a una rotación de 90 grados en el sentido "positivo" (en el sentido antihorario), y el cuadrado de la ecuación {\displaystyle i^{2}=-1} puede interpretarse como efectuar dos rotaciones de 90 grados sobre el origen, equivalente a una rotación de 180 grados, {\displaystyle -1}.

- Una rotación de 90 grados en la dirección "negativa" (sentido horario) satisface también esta interpretación, ya que {\displaystyle -i} es también una solución de la ecuación {\displaystyle x^{2}=-1}.

En general, multiplicar por un número complejo es lo mismo que sufrir una rotación alrededor del origen por el argumento del número complejo, seguido de un redimensionamiento a escala por su magnitud.

## Propiedades
| {\displaystyle \vdots }                                                                |
| {\displaystyle i^{-3}=\;\;\;i}                                                         |
| {\displaystyle i^{-2}=-1}                                                              |
| {\displaystyle i^{-1}=-i}                                                              |
| {\displaystyle i^{0}\;\;=\;\;\;1}                                                      |
| {\displaystyle i^{1}\;\;=\;\;\;i}                                                      |
| {\displaystyle i^{2}\;\;=-1}                                                           |
| {\displaystyle i^{3}\;\;=-i}                                                           |
| {\displaystyle i^{4}\;\;=\;\;\;1}                                                      |
| {\displaystyle i^{5}\;\;=\;\;\;i}                                                      |
| {\displaystyle i^{6}\;\;=-1}                                                           |
| {\displaystyle \vdots }                                                                |
| {\displaystyle i^{n}\;\;=\;\;\;i^{n\operatorname {mod} 4}} (mod representa el residuo) |
| {\displaystyle \vdots }                                                                |

Todo número imaginario puede ser escrito como {\displaystyle ib}, donde {\displaystyle b} es un número real e {\displaystyle i} es la unidad imaginaria.
| Demostración |
| Como {\displaystyle i^{2}=-1}, se tiene que: {\displaystyle (bi)^{2}=b^{2}i^{2}=b^{2}(-1)=-b^{2}\;} que es un número real. Sea {\displaystyle -b} un número real negativo; se tiene que: {\displaystyle {\sqrt {-b}}={\sqrt {(-1)b}}} {\displaystyle ={\sqrt {-1}}{\sqrt {b}}} {\displaystyle =i\;{\sqrt {b}}} {\displaystyle ={\sqrt {b}}\;i.} |

Cada número complejo puede ser escrito unívocamente como una suma de un número real y un número imaginario, de esta forma:

{\displaystyle a+bi\,\!}

Al número imaginario i se le denomina también constante imaginaria.
Estos números extienden el conjunto de los números reales {\displaystyle \mathbb {R} } al conjunto de los números complejos {\displaystyle \mathbb {C} }.
Por otro lado, no se puede asumir que los números imaginarios tienen la propiedad, al igual que los números reales, de poder ser ordenados de acuerdo con su valor. Es decir, es correcto afirmar que {\displaystyle 1>0}, y que {\displaystyle -1<0}; esto se debe a que {\displaystyle 1-0>0} y {\displaystyle -1-0<0}. Esta regla no aplica a los números imaginarios, debido a una simple demostración:
Recordemos que en los números reales, el producto de dos números reales, supónganse a y b, donde ambos son mayores que cero, es igual a un número mayor que cero. Por ejemplo es justo decir que {\displaystyle a=2>0}, {\displaystyle b=3>0}, por lo tanto, {\displaystyle (a)(b)=c>0}, entonces tenemos que {\displaystyle (2)(3)=6}, y obviamente {\displaystyle 6>0}.
Por otro lado, supóngase que {\displaystyle i>0}, entonces tenemos que {\displaystyle -1=(i)(i)>0}, lo cual evidentemente es falso.
Y de igual manera, hagamos la errónea suposición de que {\displaystyle i<0}, pero si multiplicamos por {\displaystyle -1} nos queda que {\displaystyle -i>0}. Por lo tanto tenemos que {\displaystyle -1=(-i)(-i)>0}. Lo que es, igualmente que la suposición anterior, totalmente falso.
Concluiremos que esta suposición y cualquier otra de intentar dar un valor ordinal a los números imaginarios es completamente errónea.

## Aplicaciones
- La unidad imaginaria puede ser usada para obtener formalmente las raíces  cuadradas de números negativos.
- Igualmente las raíces cuadradas de un número imaginario son  números complejos, donde una de ellas, es de la forma k ( cos π/4 + i senπ/4)  donde k es un  número real cualquiera.

- En física cuántica la unidad imaginaria permite simplificar la descripción matemática de los estados cuánticos variables en el tiempo.
- En teoría de circuitos y corriente alterna la unidad imaginaria se usa para representar ciertas magnitudes como fasores, lo cual permite un tratamiento algebraico más simple de dichas magnitudes.